# 도메니코 크리시토
도메니코 크리시토(이탈리아어: Domenico Criscito, 1986년 12월 30일 ~ )는 이탈리아의 은퇴한 축구 선수이다. 포지션은 레프트 백으로 활약했다. 2022년 6월 제노아 CFC에서 이적해 11월 메이저 리그 사커의 토론토 FC에서 선수 생활 마무리를 지었으나 은퇴 번복 후 제노아 CFC에 복귀했다. 승격을 이끈 후 재은퇴 하였다. 2010년 FIFA 월드컵에서 이탈리아 대표팀으로 참가한 경험이 있다. 유로 2012에도 처음에는 최종 엔트리에 들었으나, 승부 조작 사건에 연루되어 후에 엔트리에서 탈락했다.